# Kota Medan (Manna)
Kota Medan is een bestuurslaag in het regentschap Bengkulu Selatan van de provincie Bengkulu, Indonesië. Kota Medan telt 5480 inwoners (volkstelling 2010).